# Koetshuis Overbosch
Koetshuis Overbosch  is een gemeentelijk monument aan de Leestraat 11 in Baarn in de provincie Utrecht.
Het koetshuis hoorde bij de rond 1875 gebouwde villa Overbosch van kunstschilder en speculant Lambertus Lingeman. Na de sloop van villa Overbosch in 1928 werd het koetshuis verbouwd tot woning. Aan de Leestraat zijn twee grote vensters boven elkaar geplaatst.
Het koetshuis heeft een mengeling aan bouwstijlen. Er zijn twee ingangen, een in de uitbouw aan de linker zijgevel, de ander in een uitbouw met een paardenkop in een medaillon.